# Wichlinghausen
Wichlinghausen ist ein historisch gewachsener Stadtteil im Stadtbezirk Oberbarmen der nordrhein-westfälischen Großstadt Wuppertal. Zu statistischen Zwecken ist der Stadtteil in die Wohnquartiere Wichlinghausen-Nord und Wichlinghausen-Süd unterteilt.

## Lage und Geografie
Wichlinghausen liegt nördlich der Wupper auf dem Gebiet der ehemaligen Großstadt Barmen, die 1929 mit der Großstadt Elberfeld und weiteren Städten und Gemeinden zu Wuppertal zusammengefasst wurde. Östlich grenzen der Stadtteil Nächstebreck, südlich die Stadtteile Wupperfeld und Rittershausen, westlich die Stadtteile Sedansberg und das alte Gemarke (heute das Barmer Zentrum) und nördlich der Ortsteil Hatzfeld an.
Zentraler Punkt ist der Wichlinghauser Markt, nahe dem sich einige denkmalgeschützte historische Gebäude erhalten haben. Dazu zählen Bauten der Gründerzeit, Kirchen sowie typisch bergische Fachwerkhäuser. Die Wichlinghauser Kirche von 1864 bis 1867 folgte einem älteren Bau aus den Jahren 1743 bis 1753, die Erlöserkirche als zweite für die lutherische Gemeinde 1912. Neben der historischen Bausubstanz finden sich vor allem Neubauten aus den 1950er bis 1970er Jahren im Ortsbild.
Weitere kulturhistorisch bedeutsame Bauten sind die Villa Halstenbach (eine der Keimzellen der Christlich Demokratischen Union Deutschlands (CDU)), das Haus Abendfrieden und das 2008 bei einem Brand beschädigte Baudenkmal Tütersburg 23, welches Mitte 2009 abgerissen wurde, da Einsturzgefahr bestand. Zurzeit ist eine Baulücke an dieser Stelle.

## Verkehr und Infrastruktur
Der Stadtteil ist durch zahlreiche Buslinien sehr gut an das übrige Stadtgebiet angebunden. Im Norden verläuft die Bundesautobahn 46 mit der Anschlussstelle Wuppertal-Wichlinghausen. Die Wuppertaler Nordbahn der Rheinischen Eisenbahn-Gesellschaft mit dem Bahnhof Wuppertal-Wichlinghausen, dem Wichlinghauser Tunnel und dem Fatloh-Tunnel wurde dagegen 1991 für den Personenverkehr und 1999 für den Güterverkehr stillgelegt. Die Bahntrasse wurde von der Wuppertal Bewegung zu einem Rad- und Fußweg umgebaut. Die 1979 (Personenverkehr) bzw. 1984 (Güterverkehr) stillgelegte Bahnstrecke Wuppertal-Wichlinghausen–Hattingen hatte ebenfalls in Wichlinghausen ihren Anfang.

## Geschichte

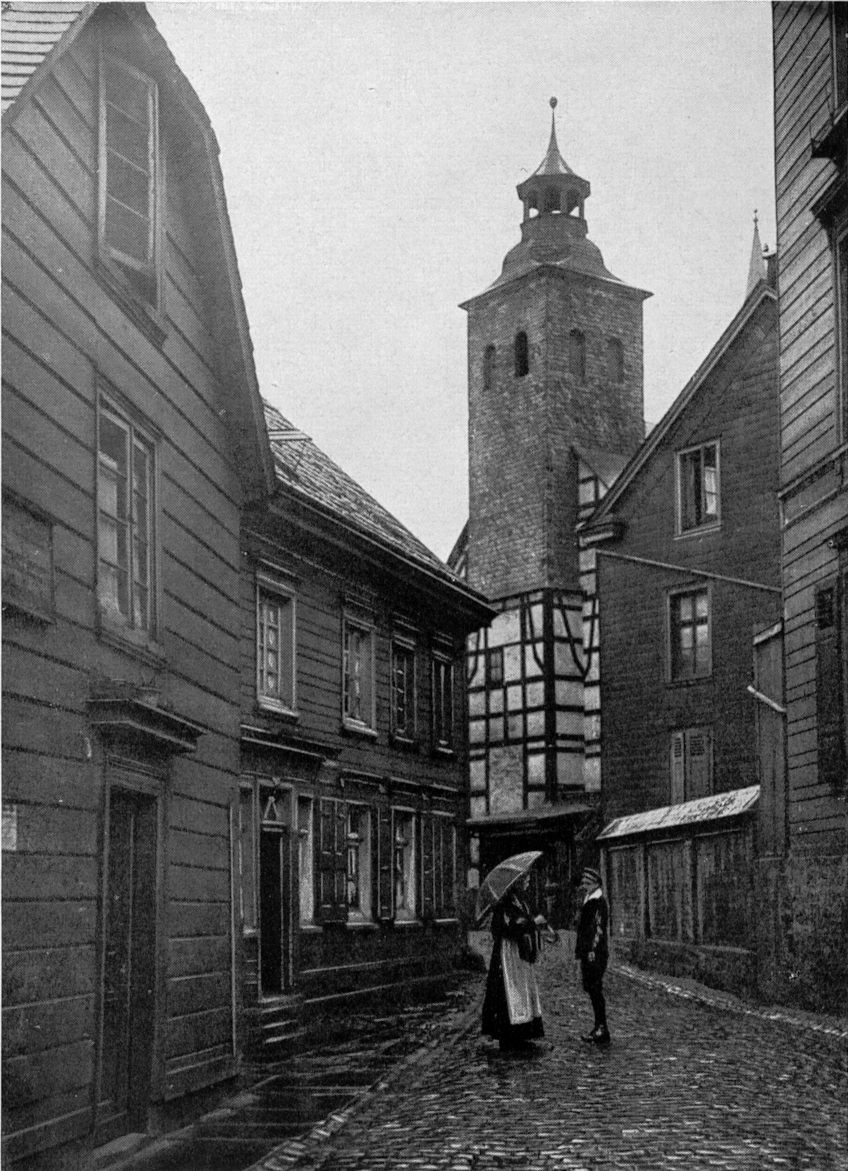
Alte Wichlinghauser Kirche

Wichlinghausen wurde erstmals 1384 als Wichmerinchusen (vermutlich Haus der Sippe des Wichmars) urkundlich erwähnt. Der Name mit dem Bestandteil -inghausen lässt auf eine frühe Besiedlung im 8. bis 9. Jahrhundert durch Siedler aus sächsischem Einflussbereich schließen. Die Ersterwähnung erfolgte in einer Veräußerungsurkunde, in der der Oberhof Wichlinghausen zusammen mit seinen Lude und gut ((Hofes-)Leute und Güter, also seiner Höfeverbands) aus dem Besitz des Ritters Hermann und Albert Vincke von Kappeln in denen der Grafen von der Mark unter Graf Engelbert III. von der Mark gingen. Die Familie von Kappeln muss ihrerseits den Besitz über die Wichlinghauser Höfeverband vor 1245 von den Grafen von Ravensberg erlangt haben.
Im Mittelalter gehörte Wichlinghausen zum Kirchspiel Schwelm östlich der nahen Grenze der Dekanate Lüdenscheid und Neuss. Verwaltungstechnisch gehörte es bis zum 11. Jahrhundert zum fränkischen Ruhr- oder Keldachgau unter der Herrschaft der Ezzonen und ab dem 12. Jahrhundert zum kurkölnischen Gerichtsbezirk Volmarstein, der späteren Freigrafschaft Volmarstein.
Der Hof Wichlinghausen war laut besagter Veräußerungsurkunde seit 1384 ein Allod der Grafen von Mark, die zudem zwischen 1300 und 1324 im Besitz des von Kurköln eroberten Kirchspiels Schwelm kamen und nun im märkischen Teil von Barmen, Oberbarmen genannt, die Landesherrschaft ausübten. Wichlinghausen war der Oberhof des märkischen Höfeverbands innerhalb Oberbarmens und daher Sitz des lokalen, 1471 erstmals erwähnten Hofgerichts im Gerichtsbezirk Volmarstein des Amtes Wetter. Hier wurden die Niedere Gerichtsbarkeit über alle den märkischen Grafen hörigen Hofesleute im Wichlinghauser Höfeverband ausgeübt.
Zu dem Wichlinghauser Höfeverband gehörten die Höfe Bockmühle, Bredde, Egen, Erlen, Vor der Hardt, Wilhelms Gut zu Heckinghausen, Kieker, Loh, Scheuren, Schönebeck, Werth und Westkotten.
Nach dem territorialen Übergang Oberbarmens an die bergischen Herzöge zwischen 1399 und 1420 wurde Wichlinghausen der Barmer Bauerschaft im bergischen Amt Beyenburg beigefügt. Die Territorialgrenze zwischen Berg und Mark verlief ab spätestens 1420 östlich von Wichlinghausen am Bach Schellenbeck, so dass Wichlinghausen eine märkische Exklave im bergischen Territorium blieb. Aufgrund von zahlreichen Absplissen wuchs Wichlinghausen zu einer Kleinsiedlung bestehend aus mehreren Kotten heran.
In der Neuzeit folgte eine stärkere Besiedlung infolge der aufstrebenden Textilindustrie im Tal der Wupper. Neben dem Bleichen von Garnen wurde auch an der Entwicklung von Farbstoffen zum Färben von Stoffen geforscht, einer der Ursprünge der chemischen Industrie. 1869 wurde von August Luhn in Wichlinghausen der Reinigungsmittelhersteller Luhns gegründet.
Weitere Persönlichkeiten Wichlinghausens waren der Pietist Samuel Collenbusch und der Pfarrer Ernst Vits. 1744 erfolgte die Trennung der Wichlinghauser Kirchengemeinde von der Muttergemeinde in Schwelm.
1806 fiel das Herzogtum Berg im Tausch gegen das Fürstentum Ansbach an Frankreich, das sofort umfangreiche Reformen anstieß. Dazu gehörte 1808 die Eingemeindung in die Stadt Barmen. 1873 erfolgte der Bau der Wuppertaler Nordbahn und 1884 der Bau der Bahnstrecke Wuppertal-Wichlinghausen–Hattingen.
Ende des 19. Jahrhunderts zählte Wichlinghausen schon 15.000 Einwohner, die Lücken in der Wohnbebauung zu den umgebenden Stadtteilen schlossen sich nahezu vollständig. Die Bombenangriffe des Zweiten Weltkrieges überstand Wichlinghausen nahezu unversehrt.
1929 wurde Wichlinghausen aufgrund des Zusammenschlusses von Barmen, Elberfeld und weiteren Städten und Gemeinden ein Stadtteil von Wuppertal.
Am 17. August 1945 trafen sich in der Villa Halstenbach prominente Anhänger der ehemaligen Zentrums-Partei, darunter der spätere Bundespräsident Gustav Heinemann, und diskutierten die Gründung einer Nachfolgepartei. Dieses Treffen zählt zu den Geburtsstunden der Christlich Demokratischen Union Deutschlands (CDU).
Heute ist Wichlinghausen ein Stadtteil mit Bewohnern aus 80 Nationen. Seit Ende des 20. Jahrhunderts mehrt sich in einigen Bereichen die soziale Problematik, der mit Stadtteilprojekten und mit durch Landesmittel finanzierten Städtebauförderprogrammen entgegengewirkt wird.
Im Januar 2014 wurde der Stadtteil überregional bekannt, da auf dem langfristig brachliegenden Gelände des 1995 stillgelegten Bahnhofs die größte Outdoor-Parkouranlage Deutschlands entstand. Sie wurde in Zusammenarbeit der Stadt mit der lokalen Sportlerszene, dem benachbarten Schulzentrum Ost, dem Fachbereich Sportwissenschaft der Bergischen Universität und dem bekannten Parkour-Experten Sebastian Gies für 370.000 Euro entwickelt und misst etwa 1000 Quadratmeter.